# The Split CD
The Split CD ist die eine Split-EP der kalifornischen Band Queens of the Stone Age und der niederländischen Band Beaver. Queens of the Stone Age nahmen ihre Lieder im April bei den Aufnahmen zu ihrem ersten Album auf, Beaver hingegen kurz vor der Veröffentlichung im September 1998.

## Titelliste
Titel 1–2 sind Lieder von Queens of the Stone Age, Titel 3–4 von Beaver.
1. The Bronze (Homme) – 3:41
2. These Aren't the Droids You're Looking For (Homme, Hernández) – 3:07
3. Absence Without Leave (Schoenmakers, De Weerdt, Beenhakker, Nahon) – 5:06
4. Morocco (Schoenmakers, De Weerdt, Beenhakker, Nahon) – 4:25

## Besonderes
- Bei den beiden Liedern von Beaver sind die Titel vertauscht. Bei Lied 3 handelt es sich eigentlich um Lied 4 und umgekehrt.[1]
- Olaf Smit spielt beim Lied Morocco Gitarre.
- Die beiden Lieder von Queens of the Stone Age sind 2011 auf der Neuauflage des ersten Albums erneut veröffentlicht worden. The Bronze wurde zwischenzeitlich 2004 auf der Stone Age Complication ebenfalls veröffentlicht.